# Konarzyny (powiat Chojnicki)
Konarzyny is een dorp in het Poolse woiwodschap Pommeren, in het district Chojnicki. De plaats maakt deel uit van de gemeente Konarzyny en telt 450 inwoners.